# 千代駅
千代駅（ちよえき）は、長野県飯田市千栄（）にある、東海旅客鉄道（JR東海）飯田線の駅である。
一部普通列車は当駅を通過する。

## 歴史
- 1932年（昭和7年）10月30日：三信鉄道門島 - 天竜峡間開通時に千代停留場として開設[1][3]。旅客駅[2]。
- 1943年（昭和18年）8月1日：三信鉄道が飯田線の一部として国有化、鉄道省（後の日本国有鉄道）に移管[2][3]。同時に千代駅に昇格[2]。
  - 当時は、東海道本線浜松 - 名古屋間の各駅、飯田線の各駅、中央本線上諏訪 - 塩尻間の各駅と松本駅を発着する旅客のみ利用出来た[2]。
- 1952年（昭和27年）12月2日：旅客取扱区間制限廃止[2]。
- 1953年（昭和28年）4月1日：貨物取扱開始（一般駅化）[2]。
- 1966年（昭和41年）12月20日：貨物取扱廃止（旅客駅に戻る）[2]。
- 1987年（昭和62年）4月1日：国鉄分割民営化に伴い、JR東海の駅となる[2][4]。
- 2013年（平成25年）
  - 9月：台風18号の影響により、平岡駅 - 天竜峡駅間は運休となり、バスによる代行輸送となる。
  - 10月10日：天竜峡駅 - 平岡駅間運転再開。

## 駅構造
単式ホーム1面1線を有する地上駅。飯田駅管理の無人駅で駅舎は無いが、ホーム上に待合所がある。
1966年まで駅南側に、天竜川で採取された砂利を無蓋車に積込むためのホッパーがあり、そこへ至る専用線が駅から分岐していた。

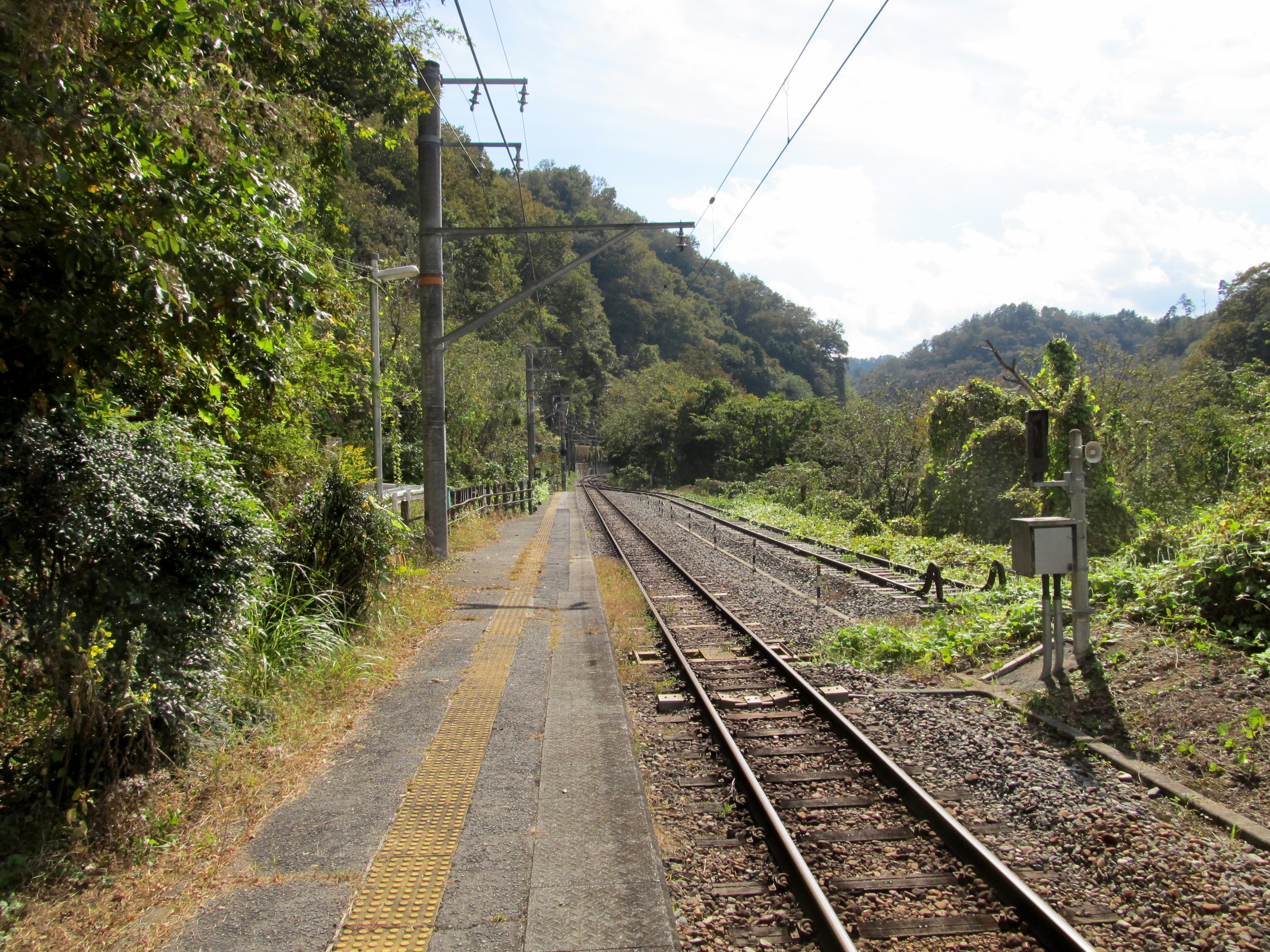
ホーム（2022年10月）
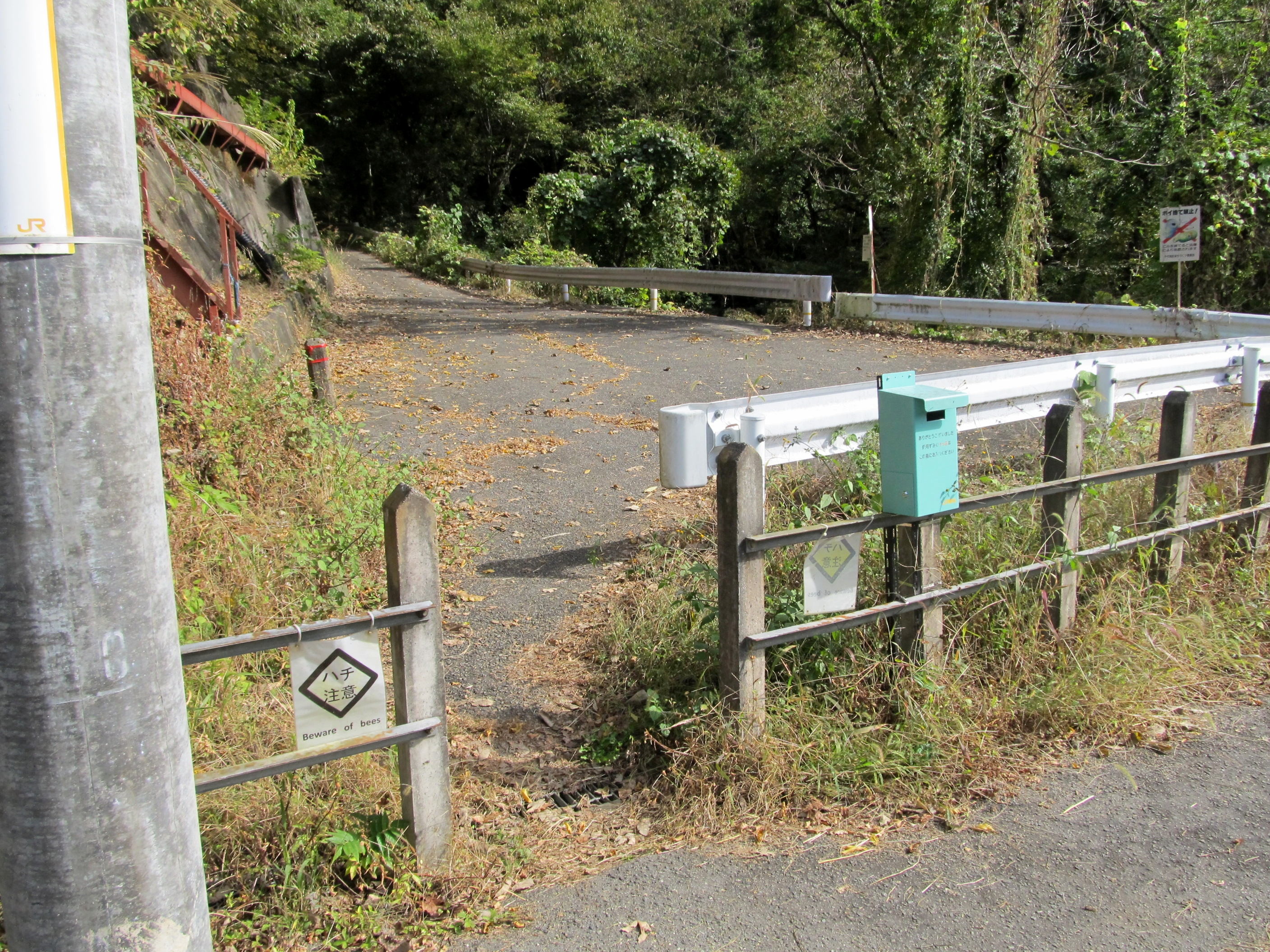
南側にある駅出口（2022年10月）

## 利用状況
乗車人員は以下の通り。
| 乗車人員推移 | 乗車人員推移 |
| 年度         | 1日平均人数  |
| ------------ | ------------ |
| 2003         | 7            |
| 2004         | 9            |
| 2005         | 5            |
| 2006         | 5            |
| 2007         | 4            |
| 2008         | 6            |
| 2009         | 4            |
| 2010         | 3            |
| 2011         | 3            |
| 2012         | 2            |
| 2013         | 2            |
| 2014         | 2            |
| 2015         | 1            |
| 2016         | 2            |
| 2017         | 2            |
| 2018         | 3            |

## 駅周辺
一部では秘境駅と言われ、JR東海も自らパンフレットや車内広告で秘境駅と言う言葉を使っている。但し周辺には民家がある。民家と反対側（天竜川側）の田園は駅前すぐだが、遮断機・警報機の無い勝手踏切を横断する必要がある。駅前には屋根付自転車置場があったが、現在は撤去され道路の一部となっている。
- 天竜川[1]
- 三遠南信自動車道（飯喬道路）天龍峡大橋・千代IC

## 隣の駅
東海旅客鉄道（JR東海）
CD 飯田線
- 臨時急行「飯田線秘境駅号」停車駅

■快速（上りのみ運転）・■普通（一部下り列車は通過）
唐笠駅 - 金野駅（※） - 千代駅 - 天竜峡駅
- （※）一部普通列車は金野駅を通過する。